# Radu Vasile
Radu Vasile, né le 10 octobre 1942 à Sibiu et mort le 3 juillet 2013 à Bucarest, est un homme d'État roumain qui est Premier ministre entre 1998 et 1999.